# Crossidium crassinervia
Crossidium crassinervia är en bladmossart som beskrevs av Juratzka 1882. Crossidium crassinervia ingår i släktet Crossidium och familjen Pottiaceae. Inga underarter finns listade i Catalogue of Life.